# 馬庫夫縣

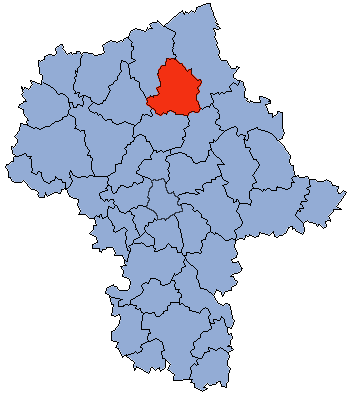

52°52′N 21°6′E / 52.867°N 21.100°E
馬庫夫縣（波蘭語：Powiat makowski），是波蘭的縣份，位於該國中東部，由馬佐夫舍省負責管轄，首府設於馬佐夫舍地區馬庫夫，面積1,065平方公里，2006年人口46,474，人口密度每平方公里44人。